# Велесов круг
«Ве́лесов круг» (Содружество славянских родноверческих общин) — одно из российских объединений в рамках славянского неоязычества (родноверия). Представлено также на Украине и в Белоруссии.

## История
В ноябре 1993 года в составе «Союза венедов» была создана Обнинская ведическая община «Траяна» (Обнинск, Калужская область), возглавляемая волхвом Богумилом (Д. А. Гасановым). Гасанов получил «посвящение» от Нижегородского волхва Родолюба (Рыбина). В 1994—1997 годах он поддерживал тесные контакты с «Союзом венедов». Община «Траяна» до конца 1998 года тесно взаимодействовала с Калужской славянской общиной Вадима Казакова (ученика Алексея Добровольского — Доброслава). В 1997 году Казаков стал лидером «Союза славянских общин славянской родной веры» (ССО СРВ), в который вошла в том числе община Богумила. В декабре 1998 года эта община была исключена из ССО СРВ и изменила своё название вначале на Обнинскую славянскую общину «Триглав», а затем на Обнинскую родноверческую общину «Триглав».
В феврале 1998 года в Москве начала деятельность Арийская языческая община «Сатья-Веда», в которую входил Илья Черкасов (волхв Велеслав). Вскоре «Сатья-Веда» была преобразована в Русско-славянскую родноверческую общину «Родолюбие». Она установила тесные контакты с группой Велимира, что стало началом их слияния в Согласие общин «Родолюбие — Коляда вятичей» в 2001 году. Вскоре они разделились.
В Москве до середины 2000-х годов действовала «Московская Велесова община» под руководством волхва Велемира (А. Жилко). 

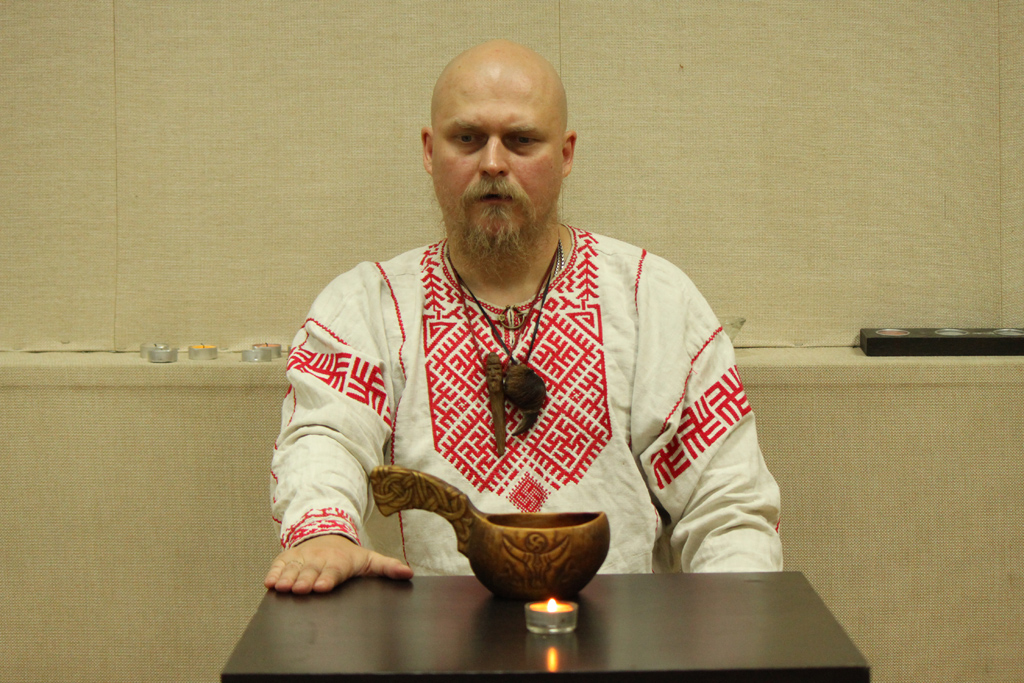
Илья Черкасов (волхв Велеслав), руководитель объединения

«Велесов круг» был образован в 1999 году в Москве. Первыми в него вступили Русско-славянская родноверческая община «Родолюбие» Велеслава и Обнинская община «Триглав» Д. А. Гасанова (Богумил Мурин). Обе общины позднее распались. Затем к ним присоединились ещё пять общин, включая «Велесову общину» А. Жилко (Велемир), в которую входил Алексей Наговицын (Велемудр).
«Велесов круг» управляется Советом волхвов, верховод и жрецов. Руководителем объединения выступает Илья Черкасов (Велеслав). По состоянию на 2016 год имелись общины в Москве, Обнинске, Костроме, Рязани, Перми, Казани, Комсомольске-на-Амуре и других городах России, на Украине и в Белоруссии. Основную массу участников объединения составляют волхвы.
Глава объединения Илья Черкасов является одним из наиболее известных представителей славянского неоязычества в России. В числе прочего он принимал участие в нескольких телепередачах.
Велеслав является одним из двух вероятных авторов термина «родноверие»; другим мог быть другой неоязыческий идеолог Вадим Казаков.

## Идеология

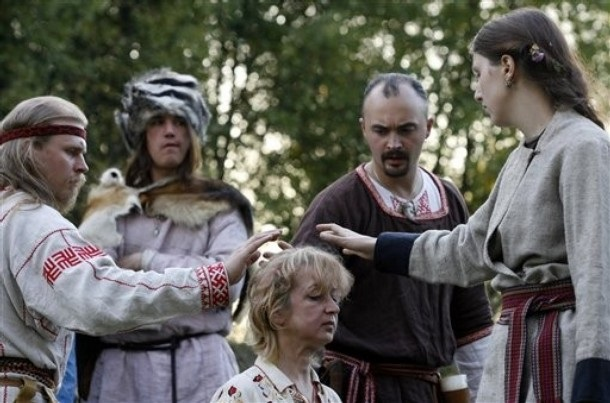
Обряд инициации (Велеслав, Богумил и др.)

Обнинская ведическая община «Траяна» волхва занималась в основном «восстановлением славянской обрядности». Казаков и Богумил предприняли попытку упорядочить «славянский» (родноверческий) пантеон богов и обрядность, выпустив об этом книгу («Мир славянских богов», 1997). Они считали себя продолжателями дела вятичей, дольше других славянских племён сопротивлявшихся крещению, а ныне якобы возглавляющих возвращение к «древней исконной вере».
Арийская языческая община «Сатья-Веда» избрала духовным покровителем бога Велеса. Руководители и обычные члены общины были молодыми людьми, не связанными с политическими движениями. Они декларировали свою открытость и толерантность, не признавали расовой, религиозной или политической дискриминации. В программе общины особо оговаривалось дистанцирование от экстремистских, в частности, антихристианских и антиеврейских, течений. Однако члены общины (Велеслав, А. Аринушкин), наряду с другими родноверами, писали о вине христиан в бесчеловечном обращении с язычниками и вине князя Владимира за предательство по отношению к родной культуре. Запад связывался ими со злом и Царством Смерти, но восхвалялся «рейхсфюрер», который, тем не менее, «извратил истинную Арийскую Традицию». Велеслав, будучи волхвом общины «Сатья-Веда», стал автором учения родолюбие — «исконной родовой веры русов». Согласно этому учению, пантеистическая вера в единого всеобъемлющего бога Рода должна основываться на «ведическом миросозерцании», почитании предков и разделении общества на касты. Реконструкция изначальной «Единой Традиции» производится на основе архетипов «русского (славянского и арийского) духа» и архетипов «Традиционного язычества» как такового при учёте всего духовного опыта, накопленного человечеством (Сатья Санатана Дхармы — истинной извечной религии-закона, проистекающей из природы реальности). В публикациях Русско-славянской родноверческой общины «Родолюбие», образованной из общины «Сатья-Веда», подчёркивались патриотизм и любовь к родной земле.
«Велесов круг» представляет собой объединение общин, увлечённых развитием родноверческой духовности и стоящих в стороне от политики. Покровителем объединения выступает бог Велес как «Славянский бог мудрости», высшим богом считается Род. Летоисчисление ведётся от 2409 года до н. э., от основания «Словенска Великого». В объединении акцентируется почитание божеств земли и подземелья (аналог индийского тантризма). Проводятся совместные с ССО СРВ празднования Купалы, Перунова дня и Коляды. Согласно «Слову о Вечевом центре и Содружестве языческих объединений» (2016), представители объединения в качестве тождественных рассматривают понятия «язычество», «Традиция», «Природная Традиция» и «Природная Вера». Велеславом был издан «Обрядник» (2003), устанавливающий систему обрядов. Понимая старообрядчество как приверженность традициям, Велеслав прославляет духовного лидера старообрядцев, протопопа Аввакума, «восставшего против Антихриста».
15 сентября 2000 года («832 год от падения Арконы») в Коломенском (Москва) семнадцать общин (включая такие как «Московская Велесова община», Обнинская община «Триглав», община «Коляда Вятичей», кировская община «Светославичи», Владивостокская община «Щит Семаргла» и др.) подписали «Коломенское обращение ко всем языческим общинам России и ближнего зарубежья», которое устанавливало статус «языческой» веры и регулировало взаимоотношения между общинами. В обращении декларировался вечевой принцип руководства. Языческая община в тексте была названа религиозной, а не политической организацией, хотя в её ведении остались и вопросы идеологического характера. Подчёркнута толерантность к разнообразию. В частности, в отношении названия своей веры допускались такие термины как «язычество», «родолюбие», «родноверие», «ведизм», «инглиизм», «православие» и др. Обращение продемонстрировало стремление к единению и провозгласило «недопустимость взаимной хулы». Высказывалось пожелание о регулярных встречах в Дни славянской письменности или День Святослава, а также об обмене информацией. В знак согласия был совершён совместный ритуал у Алатырь Камня во Влесовом урочище у села Коломенского.
В 2002 году в память академика Б. А. Рыбакова, спорные мифологические построения которого многие родноверы используют в качестве источника, Велеслав выпустил брошюру, посвящённую «возрождению исконного русско-славянского родноверия».
В 2005 году Велеслав создал ориентированное на молодежь учение навославие, «Путь левой руки», или «Шуйный путь».
В августе 2008 года после акта вандализма на одном из капищ четыре объединения, «Союз славянских общин славянской родной веры» (ССО СРВ), «Круг языческой традиции» (КЯТ), «Велесов круг» и «Схорон еж словен» (Владимир Голяков — Богумил Второй), начали сближение, создав Консультационный совет четырёх объединений. В него вошли по два представителя от каждого объединения, в том числе Вадим Казаков и Максим Ионов (жрец Белояр) — от ССО СРВ, Дмитрий Гаврилов (волхв Иггельд) и Сергей Дорофеев (волхв Веледор) — от КЯТ, Д. А. Гасанов (волхв Богумил) — от «Велесова круга». Почвой для этого стало совместное выступление против осквернения священных мест, почитаемых язычниками, а также неприятие того, что они назвали «псевдоязычеством». В 2011 году «Схорон еж словен» добровольно покинул Совет.
Велеслав (2010) писал, что отправление обрядов и использование традиционной одежды полезны, но не являются необходимыми.
В мае 2012 года три неоязыческих объединения России (КЯТ, ССО СРВ и «Велесов круг») заключили соглашение «О жрецах славянских», в котором, в частности, признали «псевдонаучными и наносящими вред Славянской вере» теории на почве мифологии и фольклористики А. И. Асова (Буса Кресеня), В. Ю. Голякова (Богумила Второго), Ю. В. Гомонова, Н. В. Левашова, А. В. Трехлебова, В. А. Шемшука; теории на поприще языка, речи и традиционного мышления Н. Н. Вашкевича, Г. С. Гриневича, М. Н. Задорнова, А. Ю. Хиневича, В. А. Чудинова; теории на поприще истории — Ю. Д. Петухова, А. А. Тюняева, А. Т. Фоменко, «а также их продолжателей, последователей и им подобных».
В первом пункте соглашения говорится, что славянскими жрецами и жрицами могут быть только представители «славянского народа», а и в исключительных случаях другие носители «индоевропейского родового наследия и обычая», принявшие славянские язык, культуру и «Родную Веру» и доказавшие принадлежность к «Славянству».
В декабре 2013 года ССО СРВ, «Велесов круг» и КЯТ выступили с осуждением лидера «украинской религиозной секты» «Родовое Огнище Славянской Родной Веры» Владимира Куровского.
27 августа 2016 года в Коломенском (Москва) состоялось совещание восемнадцати волхвов и жрецов — представителей ряда неоязыческих объединений — славянских, «эллинских», северогерманских, и последователей «Европейского ведовства». Собранию предшествовало длительное предварительное обсуждение рабочей группой насущных проблем неоязыческого движения. На встрече были представлены: «Международная Языческая Федерация» (PFI), ССО СРВ, КЯТ, «Велесов круг», «Московский Дом Виккан», Олимпийская религиозная лига «Освобождение разума», альманах «Сага» («проект Союза Вольных Асатру»), «Собрание славянских общин Родная Земля». Был образован «Вечевой центр языческих объединений», а в последующие месяцы приняты его концептуальные документы. В состав этого коллегиального органа входят 24 неоязыческих деятеля. Предлагается «создать Содружество объединений (последователей Природной Веры) в России, Беларуси и других странах, сплочённых общим историко-культурным пространством».
Волхв «Московской Велесовой общины» Велемир (Жилко), в отличие от многих других родноверов, не считает термин «язычество» оскорбительным.

## Критика
Религиовед A. B. Гайдуков характеризует учение Велеслава как русский вариант шиваизма; Велеслав начинал с индийской традиции и продолжил её в доктрине «Шуйного пути». А. А. Бесков отмечает в работе Велеслава умышленную и гипертрофированную архаизацию языка, а также при стилизации языка под язык русских былин и заговоров одновременно обусловленное стремлением к торжественности и весомости непредумышленное использование церковнославянизмов.